# Tulln an der Donau
Tulln an der Donau est une ville autrichienne, chef-lieu du district de Tulln, en Basse-Autriche, située sur le Danube en amont de Vienne, à environ 40 km au nord-ouest de la capitale autrichienne. Grâce à ses nombreuses pépinières et plates-bandes, elle est parfois surnommée « la Ville-Jardin » (Gartenstadt).

## Géographie

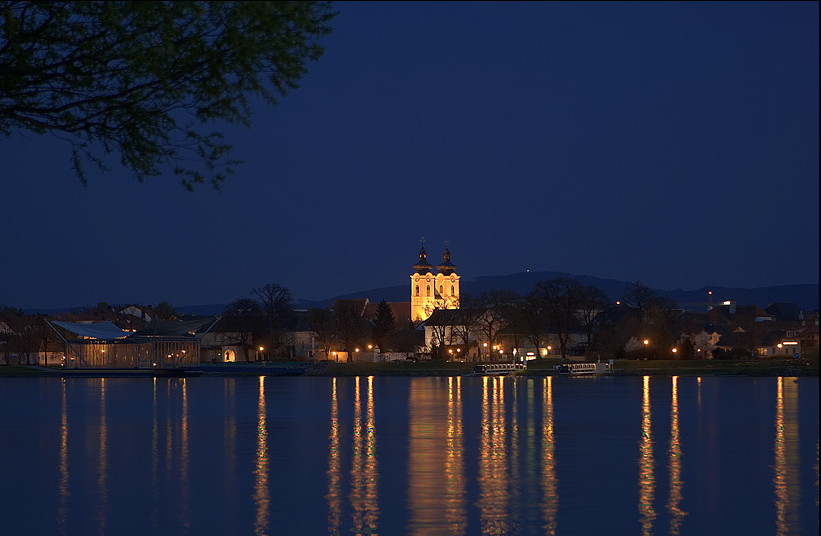
Vue depuis la rive nord du Danube.

Tulln est située dans le Tullnerfeld, une vaste zone de gravas qui est limité au sud par le Wienerwald et au nord par le plateau du Wagram. Le territoire municipal a une superficie de 72 km2 et s'étend des deux côtés du Danube, qui le traverse sur une longueur d'environ 5 km. La partie bâtie de la ville est principalement au sud du Danube. La ville est bordée par deux cours d'eau : à l'ouest le Große Tulln et à l'est le Kleine Tulln, qui se jettent tous les deux dans le Danube. L'altitude de la ville est de 180 m. Les alentours de la ville sont comme tout le Tullnerfeld un terrain tout à fait plat, qui n'est légèrement ondulé que là où des bras du Danube ont autrefois fait incursion à l'intérieur des terres.

### Localités
Localités de la ville :
| - Frauenhofen - Langenlebarn-Oberaigen - Langenlebarn-Unteraigen | - Mollersdorf (169) - Neuaigen (520) - Nitzing (365) | - Staasdorf - Trübensee - Tulln an der Donau |

## Histoire
Tulln, l'une des plus vieilles villes d'Autriche, s'est développée à l'emplacement du camp romain de Comagena, installé vers la fin du Ier siècle apr. J.-C. aux confins de l'Empire romain (Limes), en ce point stratégique de la rive du Danube. Dans les dernières années de l'Empire romain, le missionnaire Séverin du Norique (mort en 482) apparaissait ici. Selon les récits de la Chanson des Nibelungen, le roi des Huns, Etzel (Attila) y recevait Kriemhild, veuve de Siegfried.
À la fin du VIIIe siècle, Comagena est déjà dite ville (civitas). Après les guerres des Francs contre les Avars et la soumission de leur khanat par Charlemagne en 803, la région faisait partie des domaines bavarois. Le nom Tullina est mentionné pour la première fois dans un acte de l'an 859. La cité fut de 1042 à 1113 la résidence de la dynastie des Babenberg, margraves d'Autriche et prédécesseurs de la maison de Habsbourg ; elle joua de ce fait le rôle de capitale du margraviat d'Autriche avant d'être délaissée pour Klosterneuburg puis vers 1156 pour Vienne. Elle demeura une active place commerçante tirant le meilleur parti de sa situation sur le grand fleuve.

## Jumelages
- Saint-Chamond (France)

## Transport
Tulln est un nœud de communication majeur en Basse-Autriche. La commune possède deux ponts sur le Danube (pont sur le Danube de Tulln et pont Rosenbrücke), des autoroutes, deux gares de chemin de fer sur la voie Franz-Josefs-Bahn (gare de Tulln), une jetée, un port pour yachts et le terrain d'aviation militaire Brumowski.
La route B19 (Tullner Straße) est, en plus de la voie rapide S33 de Krems, un itinéraire très emprunté entre l'autoroute A1 (Westautobahn) et la voie rapide S5 de Stockerau. Seul le nouveau pont Rosenbrücke a apporté un soulagement à la ville de Tulln. Malgré les trente ronds-points mis en place, il reste encore sept feux de circulation. Deux ronds-points de plus sont en projet ou en construction.

## Patrimoine
- Musée Egon Schiele.

## Personnalités
- Egon Schiele (1890-1918),  peintre et dessinateur autrichien rattaché au mouvement expressionniste ;
- Siegfried Seidl (1911-1947), officier de carrière et commandant du camp de concentration de Theresienstadt ;
- Thomas Sykora (né en 1968), skieur alpin ;
- Peter Balazs (né en 1970), mathématicien ;
- Nina Burger (née en 1987), joueuse de football ;
- Viktoria Wolffhardt (née en 1994), céiste.